# Villaparte
Villaparte es una localidad del municipio de Rasines (Cantabria, España). En el año 2008 contaba con una población de 69 habitantes (INE). La localidad está situada a 80 metros de altitud sobre el nivel del mar, y a está a una distancia de medio kilómetro de la capital municipal, Rasines. De su patrimonio destacan una necrópolis medieval que está junto a la ermita de San Roque y la casa del escribano de Ahedo (siglo XVIII).
- Datos: Q6162840